# روزانا كارتري
روزانا كارتيري (14 ديسمبر 1930 - 25 أكتوبر 2020)، كانت سوبرانو إيطالية، كانت نشطة بشكل أساسي من الخمسينيات وحتى منتصف الستينيات من القرن العشرين.

## روابط خارجية
- روزانا كارتري على موقع IMDb (الإنجليزية)
- روزانا كارتري على موقع ميوزك برينز (الإنجليزية)
- روزانا كارتري على موقع ديسكوغز (الإنجليزية)
- روزانا كارتري على موقع قاعدة بيانات الفيلم (الإنجليزية)